# Kajjik

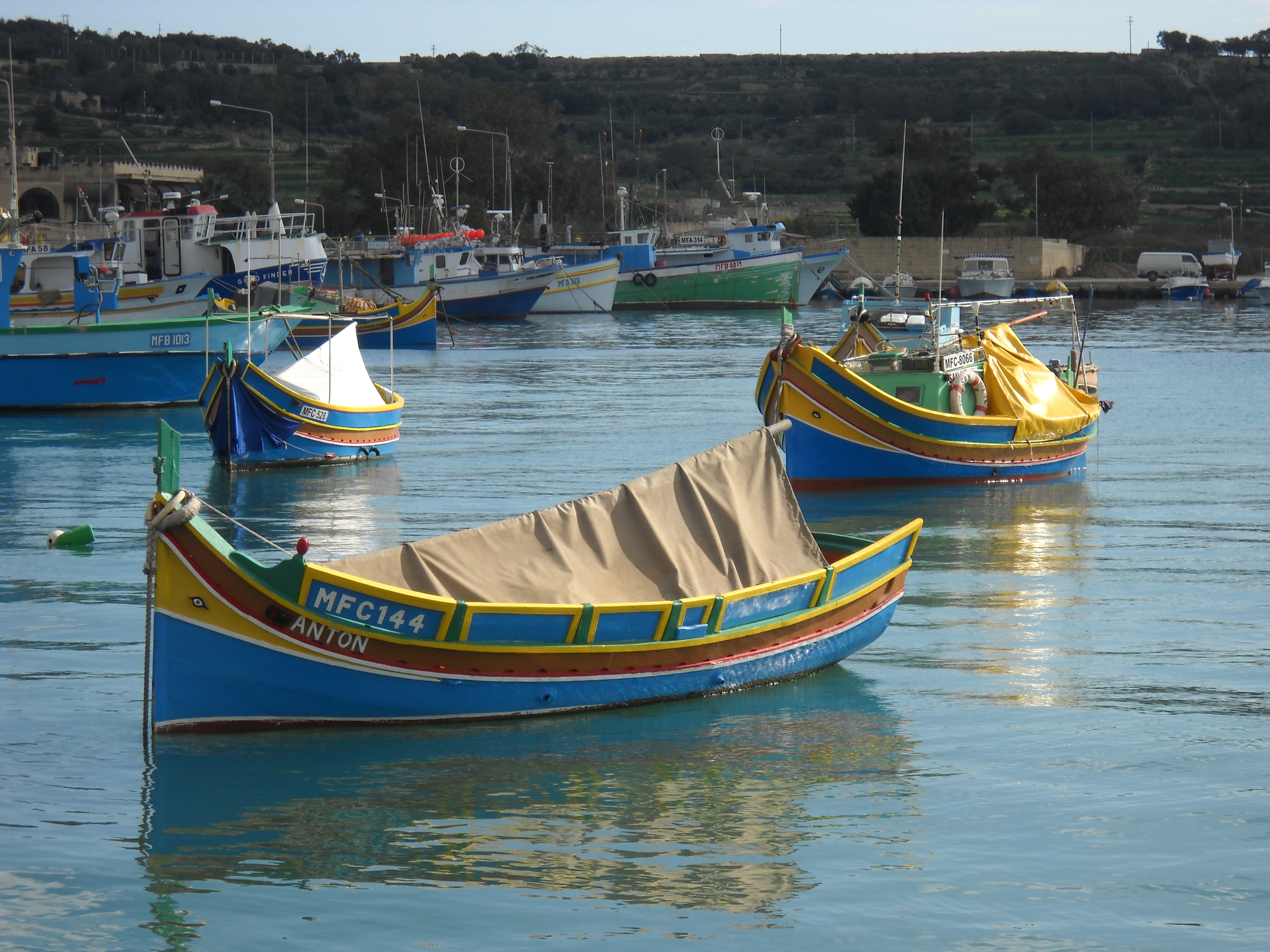
Kajjik na Malcie w 2011, z luzzu w tle

Kajjik lub kajjikk – tradycyjna łódź rybacka na Malcie. Przekształciła się w XVII wieku z caïque, która była używana w innych częściach Morza Śródziemnego. Dawniej kajjikk wyposażony były w żagle i wiosła, dziś łodzie rybackie napędzane są silnikami stacjonarnymi. Odmiany łodzi biorą udział w tradycyjnych regatach wioślarskich odbywających się dwa razy w roku.

## Historia
Kajjik rozwinął się w XVII wieku z caïque towarzyszących galerom floty Zakonu Rycerzy Świętego Jana. Łodzie były zwykle używane jako łodzie rybackie, ale niektóre służyły również do przewożenia pasażerów.
Warianty kajjika obejmowały kajjik tal-kopp i kajjik tal-lampara. Ten ostatni miał przymocowane do dziobu źródło światła, które umożliwiało łowienie w nocy. Innym wariantem był kajjik tal-gangmu, który miał niski dziób i krótką stewę rufową pierwotnie przeznaczoną do łowienia muszli. Wykorzystywano ją również do wydobywania węgla, który spadł na dno morskie podczas załadunku na statki w Grand Harbour.

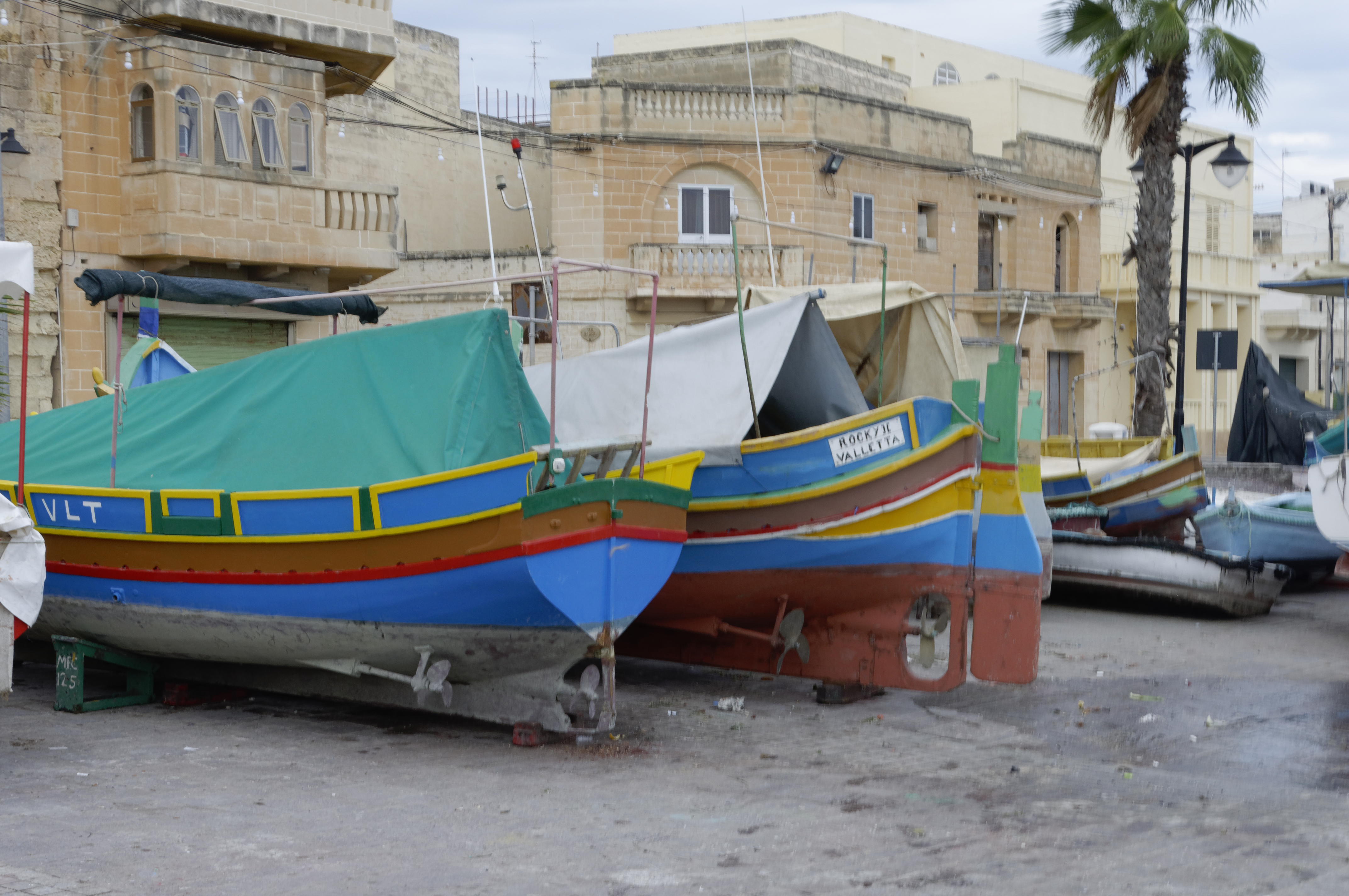
Prosta rufa kajjika jako przeciwieństwo dwustronnego kadłuba luzzu

Od około 1920 na niektórych kajjikkach służących do łowienia ryb montowano silniki. Dziś łodzie te nie są już budowane i powoli zanikają. Jednak wiele egzemplarzy nadal istnieje, szczególnie w Saint Paul’s Bay i Marsaxlokk, i jest używanych do połowów ryb.

## Opis
Kajjik jest podobny do dgħajsa tal-pass, ale ma mocniejszą konstrukcję i płaską rufę. Łodzie były pierwotnie wyposażone zarówno w wiosła, jak i żagle. Miały jeden maszt uzbrojony w ożaglowanie rozprzowe. Dziś napędzają je silniki.

## Odmiany regatowe

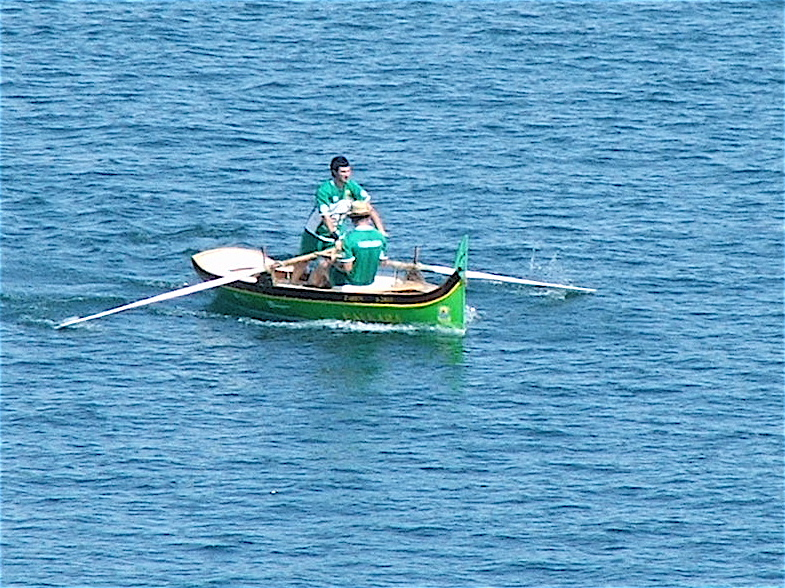
Kajjik z Kalkary w trakcie regat 8 września 2008

Regatowe odmiany kajjika są powszechnie używane w regatach wioślarskich odbywających się w Grand Harbour 31 marca i 8 września każdego roku. Biorą one udział we wrześniowych regatach od 1822. Początkowo kajjikki tal-kopp były używane w wyścigach, ale specjalnie zbudowane wersje łodzi zostały wprowadzone później.
Kajjik używany we współczesnych regatach ma dwa wiosła i jest obsadzony przez dwuosobową załogę, jeden wioślarz stoi, a drugi siedzi. Łodź ma około 4,11 m długości, około 1,42 m szerokości i około 0,53 m zanurzenia.
W regatach biorą udział także inne tradycyjne łodzie, dgħajsa i frejgatina.